# Petrunea
Petrunea – miejscowość i gmina w Mołdawii, w rejonie Glodeni. W 2004 roku liczyła 2190 mieszkańców.